# Rhaphipteroides
Rhaphipteroides is een kevergeslacht uit de familie van de boktorren (Cerambycidae). De wetenschappelijke naam van het geslacht werd voor het eerst geldig gepubliceerd in 2007 door Tavakilian, Dalens & Touroult.

## Soorten
Rhaphipteroides is monotypisch en omvat slechts de volgende soort:
- Rhaphipteroides apicalis Touroult & Tavakilian, 2007